# صفرعلی فرسادمنش
صفرعلی فرسادمنش (۱۳۱۸–۱۳۹۶) فرهنگ‌نویس ایرانی و استاد زبان روسی دانشگاه تهران بود. آبتین گلکار او را در کنار منور جزنی دو ستون اصلی آموزش آکادمیک زبان روسی در ایران می‌داند.

## آثار
- فرهنگ امثال و حکم: روسی - فارسی، صفرعلی فرسادمنش، لودمیلا یژووا، ناشر: دانشگاه تهران، ۱۳۸۴.